# 乔瑟农村居民点
乔瑟农村居民点（俄语：Чаусовское сельское поселение）是俄罗斯联邦布良斯克州波加尔区所属的一个农村居民点。其下辖有6个居民点，行政中心为索佩奇。据2015年统计，该农村居民点的人口为711人。